# Nati nel 1824

## Gennaio(21)
- 2 gennaio - Atiye Sultan, principessa ottomana († 1850)
- 2 gennaio - Giovanni Carlo Conestabile della Staffa, archeologo italiano († 1877)
- 4 gennaio - Cristiano Banti, pittore italiano († 1904)
- 5 gennaio - Tito Sarrocchi, scultore italiano († 1900)
- 6 gennaio - Gottardo Aldighieri, baritono italiano († 1906)
- 8 gennaio - Wilkie Collins, scrittore inglese († 1889)
- 9 gennaio - Francesco Malipiero, compositore italiano († 1887)
- 11 gennaio - Giorgio Augusto di Meclemburgo-Strelitz, principe († 1876)
- 12 gennaio - Antonio Picozzi, poeta, scrittore e patriota italiano († 1893)
- 14 gennaio - Vladimir Vasil'evič Stasov, critico d'arte e critico musicale russo († 1906)
- 15 gennaio - Marie Duplessis, francese († 1847)
- 16 gennaio - Girolamo Ardizzone, editore e giornalista italiano († 1893)
- 17 gennaio - Hayward Augustus Harvey, inventore e imprenditore statunitense († 1893)
- 20 gennaio - Antonio Cozzolino, brigante italiano († 1870)
- 21 gennaio - Thomas Jonathan Jackson, generale statunitense († 1863)
- 21 gennaio - Bertha Valerius, pittrice e fotografa svedese († 1895)
- 26 gennaio - Lorenzo Gelati, pittore italiano († 1899)
- 27 gennaio - Jozef Israëls, pittore olandese († 1911)
- 27 gennaio - David McKendree Key, politico statunitense († 1900)
- 28 gennaio - Marco Cossovich, patriota italiano († 1901)
- 31 gennaio - Leopoldo di Sassonia-Coburgo-Koháry, principe tedesco († 1884)

## Febbraio(34)
- 1º febbraio - Gaston d'Andlau, militare e politico francese († 1892)
- 1º febbraio - Henry Charles FitzRoy Somerset, VIII duca di Beaufort, politico, ufficiale e nobile inglese († 1899)
- 1º febbraio - Tito Vignoli, filosofo e antropologo italiano († 1914)
- 3 febbraio - Nathan George Evans, generale statunitense († 1868)
- 3 febbraio - Ranald MacDonald, avventuriero, insegnante e esploratore statunitense († 1894)
- 4 febbraio - Max Bezzel, scacchista tedesco († 1871)
- 5 febbraio - John Edward Bouligny, politico statunitense († 1864)
- 5 febbraio - Alfonso Capecelatro, cardinale e arcivescovo cattolico italiano († 1912)
- 7 febbraio - William Huggins, astronomo inglese († 1910)
- 8 febbraio - Barnard Elliott Bee, Jr., militare statunitense († 1861)
- 8 febbraio - Gaetano Filangieri, principe di Satriano, nobile, storico dell'arte e collezionista d'arte italiano († 1892)
- 12 febbraio - Karl Sigmund von Hohenwart, politico e nobile austriaco († 1899)
- 13 febbraio - Maria Beatrice d'Austria-Este, nobile († 1906)
- 13 febbraio - Tommaso Lorenzone, pittore italiano († 1902)
- 14 febbraio - Winfield Scott Hancock, generale e politico statunitense († 1886)
- 16 febbraio - Peter Kozler, geografo austriaco († 1879)
- 18 febbraio - Joseph-Antoine Boullan, presbitero francese († 1893)
- 19 febbraio - Henri Germain, banchiere e politico francese († 1905)
- 21 febbraio - Giovanni Antona Traversi, politico italiano († 1900)
- 21 febbraio - Raffaele Galli, flautista e compositore italiano († 1889)
- 21 febbraio - Federico Quercia, filologo, letterato e critico letterario italiano († 1899)
- 22 febbraio - Jules Janssen, astronomo francese († 1907)
- 23 febbraio - Ulrika Victoria Åberg, pittrice finlandese († 1892)
- 24 febbraio - Edward Adams, naturalista e chirurgo inglese († 1856)
- 24 febbraio - Domenico Damis, patriota, generale e politico italiano († 1904)
- 24 febbraio - Henri Alfred Jacquemart, scultore francese († 1896)
- 26 febbraio - Luisa Battistotti Sassi, patriota italiana († 1876)
- 26 febbraio - Emil Victor Langlet, architetto svedese († 1898)
- 28 febbraio - Antonio Allievi, politico, giornalista e prefetto italiano († 1896)
- 28 febbraio - Charles Blondin, circense francese († 1897)
- 28 febbraio - Karl-Maria Kertbeny, scrittore, traduttore e bibliografo ungherese († 1882)
- 29 febbraio - Onofrio Abbate, medico, naturalista e scrittore italiano († 1915)
- 29 febbraio - Washington Bartlett, politico statunitense († 1887)
- 29 febbraio - Stjepan Mitrov Ljubiša, scrittore serbo († 1878)

## Marzo(41)
- 1º marzo - Donald Stewart, I baronetto, militare britannico († 1900)
- 2 marzo - Henry B. Carrington, militare statunitense († 1912)
- 2 marzo - Bedřich Smetana, compositore ceco († 1884)
- 3 marzo - Paul Ginhac, gesuita francese († 1895)
- 4 marzo - Filippo Massimiliano Del Drago Biscia Gentili, principe italiano († 1913)
- 5 marzo - Prospero Balbo di Vinadio, militare e insegnante italiano († 1894)
- 7 marzo - Delfino Codazzi, matematico italiano († 1873)
- 9 marzo - Leland Stanford, politico statunitense († 1893)
- 9 marzo - Pellegrino Tonini, presbitero, numismatico e archeologo italiano († 1884)
- 11 marzo - Aimé Gabriel Adolphe Bourgoin, pittore francese († 1874)
- 11 marzo - Ferdinand Philippe Carré, ingegnere francese († 1900)
- 12 marzo - Gustav Robert Kirchhoff, fisico e matematico tedesco († 1887)
- 13 marzo - Rudolf Hildebrand, germanista tedesco († 1894)
- 14 marzo - Johann Wilhelm Cordes, pittore tedesco († 1869)
- 15 marzo - Domenico Balduino, banchiere italiano († 1885)
- 15 marzo - Jules Chevalier, presbitero francese († 1907)
- 16 marzo - Aleksej Bogoljubov, pittore russo († 1896)
- 18 marzo - Justus Georg Westphal, astronomo tedesco († 1859)
- 19 marzo - Heinrich Hofmann, pittore tedesco († 1911)
- 19 marzo - Léon Richer, giornalista e filosofo francese († 1911)
- 20 marzo - Theodor von Heuglin, ornitologo e esploratore tedesco († 1876)
- 20 marzo - Caroline Lenferna de Laresle, religiosa mauriziana († 1900)
- 22 marzo - Charles Pfizer, chimico e imprenditore tedesco († 1906)
- 23 marzo - Luigi Arrigossi, politico e avvocato italiano († 1906)
- 23 marzo - Zygmunt Miłkowski, scrittore polacco († 1915)
- 23 marzo - Georges Ville, agronomo e fisiologo francese († 1897)
- 24 marzo - Nepomuceno Bolognini, ufficiale italiano († 1900)
- 24 marzo - Antonio Guerra, politico italiano († 1890)
- 26 marzo - Julie-Victoire Daubié, scrittrice e giornalista francese († 1874)
- 26 marzo - Salvino Salvini, scultore italiano († 1899)
- 27 marzo - Johann Wilhelm Hittorf, fisico tedesco († 1914)
- 27 marzo - Luigi Luzzi, compositore italiano († 1876)
- 27 marzo - Virginia Minor, attivista statunitense († 1894)
- 27 marzo - Lőrinc Schlauch, cardinale e vescovo cattolico ungherese († 1902)
- 28 marzo - Rostislav Andreevič Fadeev, storico, giornalista e militare russo († 1883)
- 28 marzo - Jules Haime, naturalista, geologo e paleontologo francese († 1856)
- 28 marzo - Branko Radičević, scrittore serbo († 1853)
- 29 marzo - Ludwig Büchner, medico e filosofo tedesco († 1899)
- 29 marzo - Maria Ferrari, educatrice e filantropa italiana († 1896)
- 31 marzo - William Morris Hunt, pittore statunitense († 1879)
- 31 marzo - Adeline Plunkett, ballerina belga († 1910)

## Aprile(25)
- 1º aprile - Joseph Colgan, arcivescovo cattolico irlandese († 1911)
- 1º aprile - Louis-Zéphirin Moreau, vescovo cattolico canadese († 1901)
- 7 aprile - Alfred von Kraus, poliziotto austriaco († 1909)
- 8 aprile - Sofia d'Orange-Nassau, sovrana olandese († 1897)
- 9 aprile - Domenico Genoese Zerbi, politico italiano († 1897)
- 10 aprile - Julius Meinl, imprenditore austriaco († 1914)
- 10 aprile - Donato Morelli, patriota e politico italiano († 1902)
- 10 aprile - Concezio Rosa, medico e paleontologo italiano († 1876)
- 11 aprile - Eugenio Cantoni, imprenditore italiano († 1888)
- 11 aprile - Johanna von Puttkamer, nobile tedesca († 1894)
- 16 aprile - Enrica Gotti, patriota e insegnante italiana († 1908)
- 17 aprile - Aniceto Arce, politico e imprenditore boliviano († 1906)
- 17 aprile - Vincenzo Zanetti, presbitero e storico italiano († 1883)
- 18 aprile - Valdemaro di Lippe, nobile tedesco († 1895)
- 19 aprile - Otto Roquette, scrittore e filologo tedesco († 1896)
- 20 aprile - Alfred H. Colquitt, politico e generale statunitense († 1894)
- 20 aprile - Albert G. Porter, politico, diplomatico e avvocato statunitense († 1897)
- 22 aprile - Panfilo da Magliano, religioso italiano († 1876)
- 24 aprile - Giacomo Dina, giornalista e politico italiano († 1879)
- 24 aprile - Giovanni de Ciotta, politico italiano († 1903)
- 25 aprile - Gustave Boulanger, pittore francese († 1888)
- 27 aprile - Luigi Ridolfi, agronomo e politico italiano († 1909)
- 29 aprile - Félicien Chapuis, medico e entomologo belga († 1879)
- 29 aprile - Francisco Pi y Margall, politico, storico e filosofo spagnolo († 1901)
- 30 aprile - Rinaldo Fulin, presbitero, storico e docente italiano († 1884)

## Maggio(27)
- 1º maggio - Salvatore Morelli, scrittore, giornalista e patriota italiano († 1880)
- 1º maggio - Alexander William Williamson, chimico britannico († 1904)
- 2 maggio - Giuseppe Cugnoni, latinista, filologo e bibliotecario italiano († 1908)
- 6 maggio - Annibale Boni, politico e generale italiano († 1905)
- 6 maggio - Serafino Amedeo De Ferrari, compositore, direttore d'orchestra e pianista italiano († 1885)
- 6 maggio - Tokugawa Iesada, militare giapponese († 1858)
- 8 maggio - William Walker, medico, avvocato e giornalista statunitense († 1860)
- 11 maggio - Engelberto Augusto d'Arenberg, nobile e politico belga († 1875)
- 11 maggio - Jean-Léon Gérôme, pittore e scultore francese († 1904)
- 13 maggio - Abramo Massalongo, naturalista e erpetologo italiano († 1860)
- 14 maggio - Beniamino Caso, patriota e politico italiano († 1883)
- 16 maggio - Antonio Della Lucia, presbitero italiano († 1906)
- 16 maggio - Levi P. Morton, politico e diplomatico statunitense († 1920)
- 16 maggio - Milivoje Petrović Blaznavac, militare e politico serbo († 1873)
- 16 maggio - Edmund Kirby Smith, generale statunitense († 1893)
- 18 maggio - Wilhelm Hofmeister, botanico e biologo tedesco († 1877)
- 19 maggio - Giovanni Maria d'Alessandro, politico, archeologo e militare italiano († 1910)
- 19 maggio - William FitzClarence, II conte di Munster, nobile britannico († 1901)
- 19 maggio - Theodor Hahn, farmacista, medico e scrittore tedesco († 1883)
- 23 maggio - Ambrose Burnside, generale e politico statunitense († 1881)
- 23 maggio - Isabel Maria de Alcântara, nobildonna brasiliana († 1898)
- 28 maggio - Vincenzo Joppi, medico e bibliotecario italiano († 1900)
- 29 maggio - Hans Michael Schletterer, compositore, direttore d'orchestra e musicologo tedesco († 1893)
- 30 maggio - Elizabeth Campbell, duchessa di Argyll, nobildonna inglese († 1878)
- 30 maggio - Luigi Querena, pittore italiano († 1887)
- 30 maggio - Gustav Simon, ginecologo e chirurgo tedesco († 1876)
- 31 maggio - Edoardo Perotti, pittore italiano († 1870)

## Giugno(30)
- 1º giugno - Giovanni Zambelli, patriota italiano († 1852)
- 2 giugno - Samuel Wilks, medico e biografo britannico († 1911)
- 3 giugno - Gustav Veit, ginecologo tedesco († 1903)
- 4 giugno - Asahel Bush, editore e imprenditore statunitense († 1913)
- 4 giugno - Didier Début, scultore francese († 1893)
- 7 giugno - Giovanni Malaman, patriota e ingegnere italiano († 1904)
- 7 giugno - Luigi Miceli, patriota e politico italiano († 1906)
- 7 giugno - Bernhard von Gudden, psichiatra tedesco († 1886)
- 11 giugno - Alphonse-Alfred Haentjens, politico e imprenditore francese († 1884)
- 11 giugno - Luisa Teresa di Borbone-Spagna, nobile spagnola († 1900)
- 13 giugno - Julius Eichberg, compositore tedesco († 1893)
- 15 giugno - Cesare De Sanctis, compositore e direttore d'orchestra italiano († 1916)
- 16 giugno - Antonino Morana, vescovo cattolico italiano († 1879)
- 16 giugno - Giuseppe Alessandro Piola Caselli, ammiraglio italiano († 1910)
- 17 giugno - Enrico Delle Sedie, baritono italiano († 1907)
- 17 giugno - Lodovico Tuminello, fotografo e pittore italiano († 1907)
- 18 giugno - Henry Lascelles, IV conte di Harewood, nobile inglese († 1892)
- 18 giugno - Johannes Heykamp, arcivescovo vetero-cattolico olandese († 1892)
- 18 giugno - William E. Smith, politico e imprenditore statunitense († 1883)
- 19 giugno - Johan Hendrik Weissenbruch, pittore olandese († 1903)
- 20 giugno - George Edmund Street, architetto inglese († 1881)
- 22 giugno - Francesco Zanin, pittore italiano († 1884)
- 23 giugno - Zacharias Dase, matematico tedesco († 1861)
- 23 giugno - Carl Reinecke, compositore, pianista e direttore d'orchestra tedesco († 1910)
- 24 giugno - Agnese di Anhalt, duchessa († 1897)
- 24 giugno - Horace de Landau, banchiere francese († 1903)
- 26 giugno - William Thomson, I barone Kelvin, fisico, ingegnere e nobile britannico († 1907)
- 28 giugno - Paul Broca, antropologo, neurologo e chirurgo francese († 1880)
- 30 giugno - Antonio Aguilar y Correa, politico spagnolo († 1908)
- 30 giugno - Victor Delannoy, vescovo cattolico francese († 1905)

## Luglio(29)
- 1º luglio - Casto Méndez Núñez, marinaio e militare spagnolo († 1869)
- 3 luglio - Albrecht Theodor Middeldorpf, chirurgo tedesco († 1868)
- 4 luglio - Leone Giraldoni, baritono italiano († 1897)
- 4 luglio - María de la Concepción y Bellonio Pignatelli de Aragon, nobildonna spagnola († 1859)
- 5 luglio - Richard L. Heschl, anatomista austriaco († 1881)
- 7 luglio - Alfred Pleasonton, generale statunitense († 1897)
- 8 luglio - Francesco Gandolfi, pittore italiano († 1873)
- 11 luglio - Adolphe Samuel, compositore, critico musicale e direttore d'orchestra belga († 1898)
- 12 luglio - Eugène Boudin, pittore francese († 1898)
- 12 luglio - Antonio Mosto, militare italiano († 1880)
- 14 luglio - Fabio Carcani di Montaltino, patriota e politico italiano († 1889)
- 15 luglio - George Crum, cuoco statunitense († 1914)
- 16 luglio - Ludwig Friedländer, filologo classico tedesco († 1909)
- 17 luglio - Agostino Magliani, politico italiano († 1891)
- 19 luglio - Luigi di Borbone-Due Sicilie, principe italiano († 1897)
- 20 luglio - Alexander Schimmelfennig, generale e rivoluzionario tedesco († 1865)
- 21 luglio - Claude Bowes-Lyon, XIII conte di Strathmore e Kinghorne, nobile britannico († 1904)
- 21 luglio - Emilio Cornalia, zoologo, paleontologo e naturalista italiano († 1882)
- 22 luglio - Alessandro Mazzucchetti, ingegnere italiano († 1894)
- 23 luglio - Kuno Fischer, filosofo tedesco († 1907)
- 23 luglio - Étienne Pernet, presbitero francese († 1899)
- 24 luglio - Giuseppe Franzi, politico e avvocato italiano († 1893)
- 24 luglio - Giuseppe Garzoni, politico italiano († 1899)
- 25 luglio - Richard James Oglesby, politico e generale statunitense († 1899)
- 26 luglio - Jacopo Foroni, compositore e direttore d'orchestra italiano († 1858)
- 27 luglio - Alexandre Dumas figlio, scrittore e drammaturgo francese († 1895)
- 27 luglio - Gustavo Mazè de la Roche, generale e politico italiano († 1886)
- 31 luglio - Ignazio Ciampi, avvocato, storico e poeta italiano († 1880)
- 31 luglio - Antonio d'Orléans, nobile francese († 1890)

## Agosto(25)
- 2 agosto - Francesca di Braganza, principessa brasiliana († 1898)
- 4 agosto - Bernardo Canal, patriota italiano († 1852)
- 4 agosto - Il Passatore, brigante italiano († 1851)
- 4 agosto - Domingo Santa María, giurista, scrittore e politico cileno († 1889)
- 8 agosto - Ernesto Carlo d'Asburgo-Lorena, nobile († 1899)
- 8 agosto - Maria d'Assia-Darmstadt, imperatrice († 1880)
- 10 agosto - Pompeo Bariola, militare e politico italiano († 1894)
- 10 agosto - Ulrich Geisser, banchiere svizzero († 1894)
- 11 agosto - Martin Gropius, architetto tedesco († 1880)
- 13 agosto - August Potthast, storico, bibliotecario e medievista tedesco († 1898)
- 14 agosto - Arthur Hobrecht, politico tedesco († 1912)
- 15 agosto - Giovanni Bruzzo, generale e politico italiano († 1900)
- 15 agosto - John Chisum, imprenditore statunitense († 1884)
- 15 agosto - Charles Godfrey Leland, giornalista e etnologo statunitense († 1903)
- 15 agosto - Antonio Stoppani, geologo, paleontologo e patriota italiano († 1891)
- 16 agosto - Franz Alt, pittore austriaco († 1914)
- 17 agosto - Upilio Faimali, circense italiano († 1894)
- 18 agosto - André Léo, scrittrice francese († 1900)
- 18 agosto - Pierre-Emile Martin, ingegnere francese († 1915)
- 19 agosto - Georg Goltermann, violoncellista, compositore e direttore d'orchestra tedesco († 1898)
- 20 agosto - Thomas Carney, politico statunitense († 1888)
- 21 agosto - Joaquín García Icazbalceta, filologo e storico messicano († 1894)
- 21 agosto - Carolina Pepoli, nobile, attivista e politica italiana († 1892)
- 29 agosto - Martian Bernardy de Sigoyer, militare francese († 1871)
- 31 agosto - Enrico Falconcini, politico e prefetto italiano († 1901)

## Settembre(28)
- 1º settembre - Joseph Kellaway, militare britannico († 1880)
- 4 settembre - Anton Bruckner, compositore austriaco († 1896)
- 4 settembre - Phoebe Cary, scrittrice statunitense († 1871)
- 4 settembre - Guglielmo Pucci, militare, ingegnere navale e politico italiano († 1907)
- 9 settembre - Abílio César Borges, medico e educatore brasiliano († 1891)
- 9 settembre - Svend Grundtvig, filologo danese († 1883)
- 9 settembre - Robert Friedrich Wilms, chirurgo tedesco († 1880)
- 11 settembre - Jacob Bernays, filologo tedesco († 1881)
- 12 settembre - Alessandro Pavia, fotografo e patriota italiano († 1889)
- 12 settembre - Hugo Rühle, medico tedesco († 1888)
- 15 settembre - Joseph Hergenröther, cardinale e storico tedesco († 1890)
- 15 settembre - Moritz Lazarus, filosofo e psicologo tedesco († 1903)
- 17 settembre - Lorenzo Eula, magistrato e politico italiano († 1893)
- 18 settembre - Carlo Rinaldini, patriota e storico italiano († 1866)
- 19 settembre - Antonio Raimondi, geografo italiano († 1890)
- 21 settembre - Lorenzo Leony, avvocato e politico italiano
- 22 settembre - Gaspard Mermillod, cardinale e vescovo cattolico svizzero († 1892)
- 23 settembre - Domenico Mignanti, vescovo cattolico italiano († 1889)
- 24 settembre - Ernst Reissner, anatomista tedesco († 1878)
- 24 settembre - Truman Seymour, generale e pittore statunitense († 1891)
- 25 settembre - Gerolamo Trenti, pittore italiano († 1898)
- 26 settembre - Conrad Dietrich Magirus, imprenditore e vigile del fuoco tedesco († 1895)
- 27 settembre - Benjamin Apthorp Gould, astronomo statunitense († 1896)
- 27 settembre - Adolphe Alexandre Martin, fotografo e inventore francese († 1896)
- 28 settembre - George Johnston Allman, matematico irlandese († 1904)
- 28 settembre - Richard Gilmour, vescovo cattolico scozzese († 1891)
- 28 settembre - Francis Turner Palgrave, poeta e critico letterario britannico († 1897)
- 29 settembre - Elena Casati, attivista italiana († 1882)

## Ottobre(27)
- 3 ottobre - Sam Browne, generale britannico († 1901)
- 3 ottobre - Ivan Savvič Nikitin, poeta e scrittore russo († 1861)
- 5 ottobre - Henry Chadwick, giornalista e storico inglese († 1908)
- 7 ottobre - Lorenzo Respighi, astronomo italiano († 1889)
- 8 ottobre - Heinrich Leutemann, pittore e illustratore tedesco († 1905)
- 8 ottobre - Francesco Nobile, politico italiano († 1892)
- 9 ottobre - Carlo Ademollo, pittore italiano († 1911)
- 13 ottobre - Ugo Pepoli, militare e patriota italiano († 1896)
- 13 ottobre - Carl Gustaf Thomson, entomologo svedese († 1899)
- 14 ottobre - Paolo Comotto, architetto italiano († 1897)
- 14 ottobre - Adolphe-Joseph-Thomas Monticelli, pittore francese († 1886)
- 14 ottobre - Giulio di Schleswig-Holstein-Sonderburg-Glücksburg, principe tedesco († 1903)
- 15 ottobre - Rudolph Bergh, medico e zoologo danese († 1909)
- 15 ottobre - Benoît-Marie Langénieux, cardinale e arcivescovo cattolico francese († 1905)
- 17 ottobre - Francesco Caligaris, politico italiano († 1895)
- 18 ottobre - Juan Valera, scrittore spagnolo († 1905)
- 19 ottobre - Ferdinando di Borbone-Spagna, nobile spagnolo († 1861)
- 20 ottobre - Carlo De Cristoforis, patriota italiano († 1859)
- 25 ottobre - Luigi Bettinelli, pittore e incisore italiano († 1892)
- 25 ottobre - Joseph Archer Crowe, diplomatico e critico d'arte britannico († 1896)
- 26 ottobre - Edward Cooper, politico statunitense († 1905)
- 27 ottobre - Rose Chéri, attrice teatrale francese († 1861)
- 27 ottobre - Julie Hagen-Schwarz, pittrice tedesca († 1902)
- 27 ottobre - Giovanni Quirici, compositore e organista italiano († 1896)
- 29 ottobre - Juliusz Kossak, pittore polacco († 1899)
- 30 ottobre - Gabriel Davioud, architetto francese († 1881)
- 31 ottobre - Vincenzo Macaluso, avvocato, giornalista e politico italiano († 1892)

## Novembre(25)
- 1º novembre - Giuseppe Borgnini, politico italiano († 1911)
- 2 novembre - Carl August Julius Milde, botanico e medico tedesco († 1871)
- 2 novembre - Robert von Zimmermann, filosofo austriaco († 1898)
- 3 novembre - Auguste Bonheur, pittore francese († 1884)
- 6 novembre - Edoardo Driquet, generale, politico e agente segreto italiano († 1916)
- 6 novembre - Jan Pieter Six, numismatico e antiquario olandese († 1899)
- 7 novembre - Corrado Arezzo de Spuches di Donnafugata, politico italiano († 1895)
- 9 novembre - Arthur Hay, militare e ornitologo scozzese († 1878)
- 10 novembre - Georg von Oettingen, oculista tedesco († 1916)
- 11 novembre - Giovanni Beltrame, presbitero, missionario e esploratore italiano († 1906)
- 11 novembre - Andreas Steinhuber, cardinale tedesco († 1907)
- 11 novembre - Cesare Uva, pittore italiano († 1886)
- 12 novembre - Carlo De Cesare, magistrato e politico italiano († 1882)
- 13 novembre - Giovannantonio Cipriani, patriota italiano († 1906)
- 17 novembre - Horace de Rilliet, viaggiatore, scrittore e chirurgo svizzero († 1854)
- 18 novembre - Franz Sigel, militare tedesco († 1902)
- 21 novembre - Giuseppe Franchetti, filantropo e imprenditore italiano († 1903)
- 21 novembre - Hieronymus Theodor Richter, chimico e mineralogista tedesco († 1898)
- 23 novembre - Clemente Marchionna, militare e politico italiano († 1902)
- 24 novembre - Frederick Miller, imprenditore tedesco († 1888)
- 25 novembre - Antonio Ghislanzoni, librettista, poeta e scrittore italiano († 1893)
- 25 novembre - Charles Verlat, pittore, docente e incisore belga († 1890)
- 26 novembre - Narinder Singh, principe indiano († 1862)
- 28 novembre - Angiolo Fabbri, fantino italiano
- 28 novembre - Anatole de Montaiglon, bibliotecario e storico dell'arte francese († 1895)

## Dicembre(31)
- 1º dicembre - Adalbert Duchek, patologo ceco († 1882)
- 3 dicembre - Victor Clément, attivista francese
- 5 dicembre - Giuseppe Giovanelli, politico italiano († 1886)
- 5 dicembre - Vilém Dušan Lambl, medico ceco († 1895)
- 6 dicembre - Emmanuel Frémiet, scultore francese († 1910)
- 6 dicembre - Gaetano Sacchi, militare e patriota italiano († 1886)
- 7 dicembre - George Housman Thomas, pittore, incisore e illustratore inglese († 1868)
- 8 dicembre - Stanislao Lista, scultore italiano († 1908)
- 10 dicembre - Aasta Hansteen, pittrice, scrittrice e attivista norvegese († 1908)
- 10 dicembre - George MacDonald, scrittore e poeta scozzese († 1905)
- 10 dicembre - Theodor Thierfelder, medico e docente tedesco († 1904)
- 11 dicembre - Víctor Balaguer, scrittore, giornalista e politico spagnolo († 1901)
- 11 dicembre - Giovanni Battista Basso, patriota e militare italiano († 1884)
- 11 dicembre - Jonathan Letterman, medico statunitense († 1872)
- 14 dicembre - Pierre Puvis de Chavannes, pittore francese († 1898)
- 17 dicembre - Manning Force, generale e avvocato statunitense († 1899)
- 18 dicembre - Lal Behari Day, scrittore e giornalista indiano († 1892)
- 19 dicembre - Arthur Mangin, scrittore e divulgatore scientifico francese († 1887)
- 19 dicembre - Hercules Robinson, funzionario britannico († 1897)
- 20 dicembre - Teobaldo Ciconi, giornalista, poeta e drammaturgo italiano († 1863)
- 20 dicembre - William Ross, politico canadese († 1912)
- 20 dicembre - Calvert Vaux, architetto e architetto del paesaggio britannico († 1895)
- 21 dicembre - Maria Vos, pittrice olandese († 1906)
- 21 dicembre - Ezio de Vecchi, politico e militare italiano († 1897)
- 22 dicembre - Francesco Brioschi, matematico e politico italiano († 1897)
- 24 dicembre - Peter Cornelius, compositore e poeta tedesco († 1874)
- 26 dicembre - Antonio Ridolfi, pittore italiano († 1900)
- 27 dicembre - Céleste Mogador, ballerina e scrittrice francese († 1909)
- 28 dicembre - Raffaele Zotti, storico italiano († 1873)
- 31 dicembre - Bernard Altum, religioso e zoologo tedesco († 1900)
- 31 dicembre - Alexander Winchell, geologo e paleontologo statunitense († 1891)

## Senza giorno specificato(69)
- Otto Abel, storico tedesco († 1854)
- Ali di Johor, sovrano malese († 1877)
- Giovanni Aliprandi, attore teatrale italiano († 1914)
- William Allingham, poeta irlandese († 1889)
- Gaetano Amadeo, compositore e organista italiano († 1893)
- Jean-Pierre Barillet-Deschamps, architetto francese († 1873)
- Bhagwant Singh, principe indiano († 1873)
- Eliza Biscaccianti, soprano statunitense († 1896)
- Elise Blenker, rivoluzionaria tedesca († 1908)
- Ferdinando Bosio, religioso e patriota italiano († 1879)
- Jacob Brafman, pubblicista, docente e scrittore russo († 1879)
- Pasquale Brignoli, tenore italiano († 1884)
- Felice Brunetta d'Usseaux, militare italiano († 1886)
- Ludovico Cadorin, architetto italiano († 1892)
- Ercole Calvi, pittore italiano († 1900)
- Antonio Carra, artigiano e anarchico italiano († 1895)
- Leandro Crozat, fotografo e inventore spagnolo
- Amalia De Angelis, pittrice italiana († 1873)
- Giovanni Battista De Nobili, avvocato e politico italiano († 1886)
- Ambrogio Dellachà, imprenditore e filantropo italiano († 1916)
- Émile Deville, medico e naturalista francese († 1853)
- Aleksandr Vasil'evič Družinin, scrittore e critico letterario russo († 1864)
- Michael Madhusudan Dutt, scrittore e poeta indiano († 1873)
- Friedrich Wilhelm Dörpfeld, pedagogista tedesco († 1893)
- Louis Énault, scrittore e giornalista francese († 1900)
- Camillo Everardi, baritono e insegnante belga († 1899)
- Anna Maria Falchi Massidda, poetessa italiana († 1873)
- Charles Fechter, attore teatrale francese († 1879)
- Luigi Fontana, architetto svizzero († 1894)
- Giovanni Fraccia, archeologo e numismatico italiano († 1892)
- Amalia Fumagalli Targhini, attrice teatrale italiana († 1889)
- Enea Gardana, chitarrista e compositore italiano († 1884)
- Marietta Gazzaniga, soprano italiano († 1884)
- Antonio Ghezzi, architetto e ingegnere svizzero († 1884)
- Giuseppe Gnecco, patriota e militare italiano († 1871)
- Franco Palombaro, patriota italiano († 1862)
- Ladislao Gutiérrez, sacerdote argentino († 1848)
- Tehaapapa II, regina († 1893)
- Avram Iancu, avvocato e rivoluzionario rumeno († 1872)
- John Kerr, fisico scozzese († 1907)
- Joseph Lambert, esploratore francese († 1873)
- Giorgio Lana, militare e architetto italiano († 1878)
- Luigi Lauda, scrittore, poeta e storico italiano († 1892)
- Antonio Losio, politico e militare italiano († 1887)
- Achille Majeroni, attore teatrale italiano († 1888)
- Caterina Melzi d'Eril, nobile italiana († 1887)
- Daniele Morchio, geografo italiano († 1894)
- Agostino Moschetti, politico italiano († 1885)
- Ali Mubarak, scrittore e politico egiziano († 1893)
- Nguyễn Văn Tường, vietnamita († 1886)
- William Isaac Palmer, imprenditore e filantropo inglese († 1893)
- Louis Pandellé, entomologo francese († 1905)
- Celestino Peroglio, geografo e patriota italiano († 1909)
- Carlo Piaggio, architetto italiano († 1906)
- Gottlieb Planck, giurista tedesco († 1910)
- Franz San Galli, imprenditore, ingegnere e inventore russo († 1908)
- George Henry Sanderson, politico statunitense († 1893)
- William Sellers, ingegnere statunitense († 1905)
- Antonio Selva, basso italiano († 1889)
- Alexandre Siben, ingegnere francese († 1882)
- Giuseppina Vadalà, patriota italiana († 1914)
- Aristotelis Valaoritis, poeta greco († 1879)
- Pietro Venturi, avvocato e politico italiano († 1892)
- Vittorio Villa, politico italiano († 1873)
- Vincenzo Vischi, politico italiano († 1913)
- Francis Herbert Wenham, ingegnere, inventore e pioniere dell'aviazione inglese († 1908)
- Zeynifelek Hanim, principessa abcasa († 1842)
- Simcha Zissel Ziv, teologo e rabbino lituano († 1898)
- Ari'imate, re († 1874)